# Klemensas
Klemensas ist ein litauischer männlicher Vorname, abgeleitet von Klemens. Die Abkürzungen sind Klemas und Klimas.

## Personen
- Klemensas Rimšelis (*  1958), Manager und Politiker, Mitglied des Seimas

Zwischenname
- Jonas Klemensas Sungaila (1948–2022), Politiker, Bürgermeister der Rajongemeinde Jonava (1997–2000)